# Kurt Runge (Politiker)
Kurt Runge (* 4. Juli 1928 in Groß Lübbichow, Landkreis Weststernberg; † 13. Juli 2007 in Berlin) war ein deutscher Politiker (CDU).
Kurt Runge besuchte eine Mittelschule und machte nach dem Zweiten Weltkrieg ab 1947 eine Lehrerausbildung. Nach der 1. Staatsprüfung 1950 studierte er an der Pädagogischen Hochschule Berlin und legte 1959 das 2. Staatsexamen ab. Er wurde Lehrer an der Paul-Eipper-Grundschule in Berlin-Wilmersdorf und trat 1967 der CDU bei. Bei der Berliner Wahl 1975 wurde Runge in die Bezirksverordnetenversammlung (BVV) im Bezirk Spandau gewählt. Bei der folgenden Wahl 1979 wurde  er in das Abgeordnetenhaus von Berlin gewählt. Im November 1982 schied er aus dem Parlament aus, da die BVV Spandau ihn zum Bezirksstadtrat für Gesundheitswesen gewählt hatte. 1989 schied Runge aus dem Amt aus.